# Jomo Kenyatta
Jomo Kenyatta, kenijski politik, * ok. 1889, Gatundu, † 22. avgust 1978, Mombasa. 
Kenyatta je bil voditelj Kenije od njene osamosvojitve v letu 1963 do svoje smrti leta 1978. V letih 1963 in 1964 je deloval kot ministrski predsednik, nato pa med letoma 1964 in 1978 kot njen predsednik. Velja za ustanovitelja sodobne Kenije in kot kenisjki »oče naroda«.